# Antonio Fiamma
Antonio Fiamma (Matera, 17 settembre 1922 – Matera, 27 aprile 2014) è stato un politico italiano.

## Biografia
Svolse la professione di insegnante elementare a Matera, e fu attivo politicamente nelle file della Democrazia Cristiana, partito con il quale venne eletto nel consiglio comunale cittadino. Dal 1978 al 1980 fu sindaco di Matera.